# Miguel Colunga
Miguel Fernández de Colunga (* Lima, Perú, 29 de septiembre de 1836 - ?) fue un médico peruano.
Su niñez y adolescencia transcurrieron en el seno de una familia conservadora y acomodada. Hacia 1853 ingresó al Colegio de la Independencia para estudiar Medicina y continuó los estudios en la escuela que el doctor Cayetano Heredia fundó como la Facultad de Medicina de Lima (la actual Facultad de Medicina de la Universidad Nacional Mayor de San Marcos) en 1856.
Se graduó de bachiller en la Facultad de Medicina de Lima a los 24 años. Poco después, el 1 de julio del mismo año, le fue otorgado el diploma de Doctor, siendo rector de la universidad el doctor José Gregorio Paz Soldán.
Recién graduado decidió dedicarse a la docencia médica. Así fue incorporado como catedrático auxiliar de Historia Natural Médica en la Facultad de Medicina en 1861. El titular de la cátedra era el sabio italiano Antonio Raimondi, convocado por Heredia para la enseñanza de las ciencias naturales, con quien trabajaría durante muchos años.
En 1864 el doctor Colunga firmó la carta que el Cuerpo Médico de Lima dirigió al gobierno peruano para ofrecimiento de sus personas y bienes ante la amenaza de la escuadra española en las costas peruanas.
Desempeñó funciones como catedrático principal de la Facultad de Ciencias desde 1866, para las materias de Anatomía y Fisiología Generales, Zoología y Antropología. Ante los repetidos viajes de Raimondi al interior del Perú para realizar sus estudios, Miguel Colunga lo reemplazó en la Facultad de Medicina.
En 1869 el doctor Colunga fue incorporado como Socio Protector a la Sociedad Amantes de la Ciencia. En 1886 fue elegido diputado por Lima, cargo que ejerció hasta 1894

## Obras
- Lecciones de botánica. Lima : Impr. del Estado, 1878-1879.
- Apuntes de zoología. Lima : Impr. Liberal de F. Masías, 1885-1886.
- Ornitología. Lima : Impr. de J. F. Solís, 1886.
- Programa de la 1a. asignatura de la Sección de Ciencias Naturales. Lima : Impr. de la Escuela de ingenieros, 1909.
- Programa de la quinta asignatura de la sección de ciencias naturales, que comprende anatomía y fisiología generales, antropología y zoología con su respectiva geografía, especialmente del Perú, segundo curso. Lima : Impr. de la Escuela de Ingenieros, 1909.